# Le Rove
Pour les articles homonymes, voir Rove.
Le Rove (lo Rove en provençal selon la norme classique et lou Rouve selon la norme mistralienne) est une commune française du département des Bouches-du-Rhône, en région Provence-Alpes-Côte d'Azur.
Ses habitants, au nombre de 5 205 en 2022, sont appelés les Rovenains.

## Géographie

### Localisation
La commune se situe dans le massif de la Nerthe, entre L'Estaque (Marseille) et Ensuès-la-Redonne.
Le chef-lieu occupe une dépression orientée approximativement d'ouest en est, entre 170 et 110 mètres d'altitude, entourée de collines calcaires à la maigre végétation, et reliée au littoral méditerranéen par des vallons étroits et sinueux, dont l'un (vallon du Gipier) permet de joindre Marseille, et l'autre (vallon du Régadzi) débouche sur deux calanques habitées : la Vesse et Niolon. Côté nord, la commune couvre le flanc du massif, et s'arrête à la limite de la plaine.
Sa superficie est de 2 297 hectares soit 22,97 km2.
Son altitude la plus basse se situe au niveau de la mer, le point culminant se trouve à 263 m, la moyenne étant de 132 m.
| Gignac-la-Nerthe  | Gignac-la-Nerthe | Les Pennes-Mirabeau |
| Ensuès-la-Redonne | Rove             | Marseille           |
| Ensuès-la-Redonne | Mer Méditerranée | Mer Méditerranée    |

### Climat
Pour des articles plus généraux, voir Climat de Provence-Alpes-Côte d'Azur et Climat des Bouches-du-Rhône.
En 2010, le climat de la commune est de type climat méditerranéen franc, selon une étude du Centre national de la recherche scientifique s'appuyant sur une série de données couvrant la période 1971-2000. En 2020, Météo-France publie une typologie des climats de la France métropolitaine dans laquelle la commune est exposée à un climat méditerranéen et est dans la région climatique  Provence, Languedoc-Roussillon, caractérisée par une pluviométrie faible en été, un très bon ensoleillement (2 600 h/an), un été chaud (21,5 °C), un air très sec en été, sec en toutes saisons, des vents forts (fréquence de 40 à 50 % de vents > 5 m/s) et peu de brouillards. 
Pour la période 1971-2000, la température annuelle moyenne est de 14,5 °C, avec une amplitude thermique annuelle de 16,2 °C. Le cumul annuel moyen de précipitations est de 632 mm, avec 6,5 jours de précipitations en janvier et 1,5 jours en juillet. Pour la période 1991-2020, la température moyenne annuelle observée sur la station météorologique de Météo-France la plus proche, « Marignane », sur la commune de Marignane à 6 km à vol d'oiseau, est de 15,9 °C et le cumul annuel moyen de précipitations est de 532,3 mm. 
La température maximale relevée sur cette station est de 39,7 °C, atteinte le 26 juillet 1983 ; la température minimale est de −16,8 °C, atteinte le 12 février 1956,,. 
| Mois                                  | jan.             | fév.             | mars            | avril           | mai           | juin           | jui.            | août            | sep.            | oct.            | nov.            | déc.             | année      |
| ------------------------------------- | ---------------- | ---------------- | --------------- | --------------- | ------------- | -------------- | --------------- | --------------- | --------------- | --------------- | --------------- | ---------------- | ---------- |
| Température minimale moyenne (°C)     | 3,6              | 3,7              | 6,5             | 9,4             | 13,3          | 17,2           | 19,7            | 19,4            | 15,9            | 12,6            | 7,7             | 4,4              | 11,1       |
| Température moyenne (°C)              | 7,7              | 8,3              | 11,4            | 14,3            | 18,4          | 22,5           | 25,2            | 24,9            | 20,9            | 17              | 11,7            | 8,4              | 15,9       |
| Température maximale moyenne (°C)     | 11,8             | 12,8             | 16,4            | 19,3            | 23,5          | 27,9           | 30,7            | 30,5            | 25,9            | 21,3            | 15,7            | 12,4             | 20,7       |
| Record de froid (°C) date du record   | −12,4 07.01.1985 | −16,8 12.02.1956 | −10 07.03.1949  | −2,4 05.04.1935 | 0 01.05.1960  | 5,4 09.06.1932 | 7,8 04.07.1948  | 8,1 29.08.1924  | 1 25.09.1931    | −2,2 31.10.1941 | −5,8 11.11.1921 | −12,8 26.12.1940 | −16,8 1956 |
| Record de chaleur (°C) date du record | 19,9 19.01.07    | 22,5 17.02.22    | 25,4 28.03.1989 | 29,6 24.04.1947 | 34,9 24.05.09 | 39,6 28.06.19  | 39,7 26.07.1983 | 39,2 13.08.1922 | 34,3 05.09.1949 | 30,4 02.10.1997 | 25,2 05.11.1924 | 20,7 30.12.21    | 39,7 1983  |
| Ensoleillement (h)                    | 1 479            | 1 731            | 2 347           | 2 508           | 2 986         | 3 378          | 3 722           | 3 338           | 2 637           | 1 961           | 1 508           | 1 381            | 28 976     |
| Précipitations (mm)                   | 47,1             | 29,8             | 29,5            | 51,6            | 37,7          | 27,9           | 10,8            | 25,8            | 82              | 73,3            | 75,9            | 40,9             | 532,3      |

| Diagramme climatique                                  |             |             |             |              |              |              |              |            |              |             |             |
| J                                                     | F           | M           | A           | M            | J            | J            | A            | S          | O            | N           | D           |
| 11,83,647,1                                           | 12,83,729,8 | 16,46,529,5 | 19,39,451,6 | 23,513,337,7 | 27,917,227,9 | 30,719,710,8 | 30,519,425,8 | 25,915,982 | 21,312,673,3 | 15,77,775,9 | 12,44,440,9 |
| Moyennes : • Temp. maxi et mini °C • Précipitation mm |             |             |             |              |              |              |              |            |              |             |             |

Les paramètres climatiques de la commune ont été estimés pour le milieu du siècle (2041-2070) selon différents scénarios d'émission de gaz à effet de serre à partir des nouvelles projections climatiques de référence DRIAS-2020. Ils sont consultables sur un site dédié publié par Météo-France en novembre 2022.

## Urbanisme

### Typologie
Au 1er janvier 2024, Le Rove est catégorisée bourg rural, selon la nouvelle grille communale de densité à 7 niveaux définie par l'Insee en 2022.
Elle appartient à l'unité urbaine du Le Rove, une unité urbaine monocommunale constituant une ville isolée,. Par ailleurs la commune fait partie de l'aire d'attraction de Marseille - Aix-en-Provence, dont elle est une commune de la couronne,. Cette aire, qui regroupe 115 communes, est catégorisée dans les aires de 700 000 habitants ou plus (hors Paris),.
La commune, bordée par la mer Méditerranée, est également une commune littorale au sens de la loi du 3 janvier 1986, dite loi littoral. Des dispositions spécifiques d’urbanisme s’y appliquent dès lors afin de préserver les espaces naturels, les sites, les paysages et l’équilibre écologique du littoral, tel le principe d'inconstructibilité, en dehors des espaces urbanisés, sur la bande littorale des 100 mètres, ou plus si le plan local d’urbanisme le prévoit.

### Occupation des sols
L'occupation des sols de la commune, telle qu'elle ressort de la base de données européenne d’occupation biophysique des sols Corine Land Cover (CLC), est marquée par l'importance des forêts et milieux semi-naturels (89,4 % en 2018), une proportion sensiblement équivalente à celle de 1990 (89,9 %). La répartition détaillée en 2018 est la suivante : 
milieux à végétation arbustive et/ou herbacée (89,4 %), zones urbanisées (8,2 %), zones industrielles ou commerciales et réseaux de communication (2,3 %), eaux maritimes (0,1 %). L'évolution de l’occupation des sols de la commune et de ses infrastructures peut être observée sur les différentes représentations cartographiques du territoire : la carte de Cassini (XVIIIe siècle), la carte d'état-major (1820-1866) et les cartes ou photos aériennes de l'IGN pour la période actuelle (1950 à aujourd'hui).

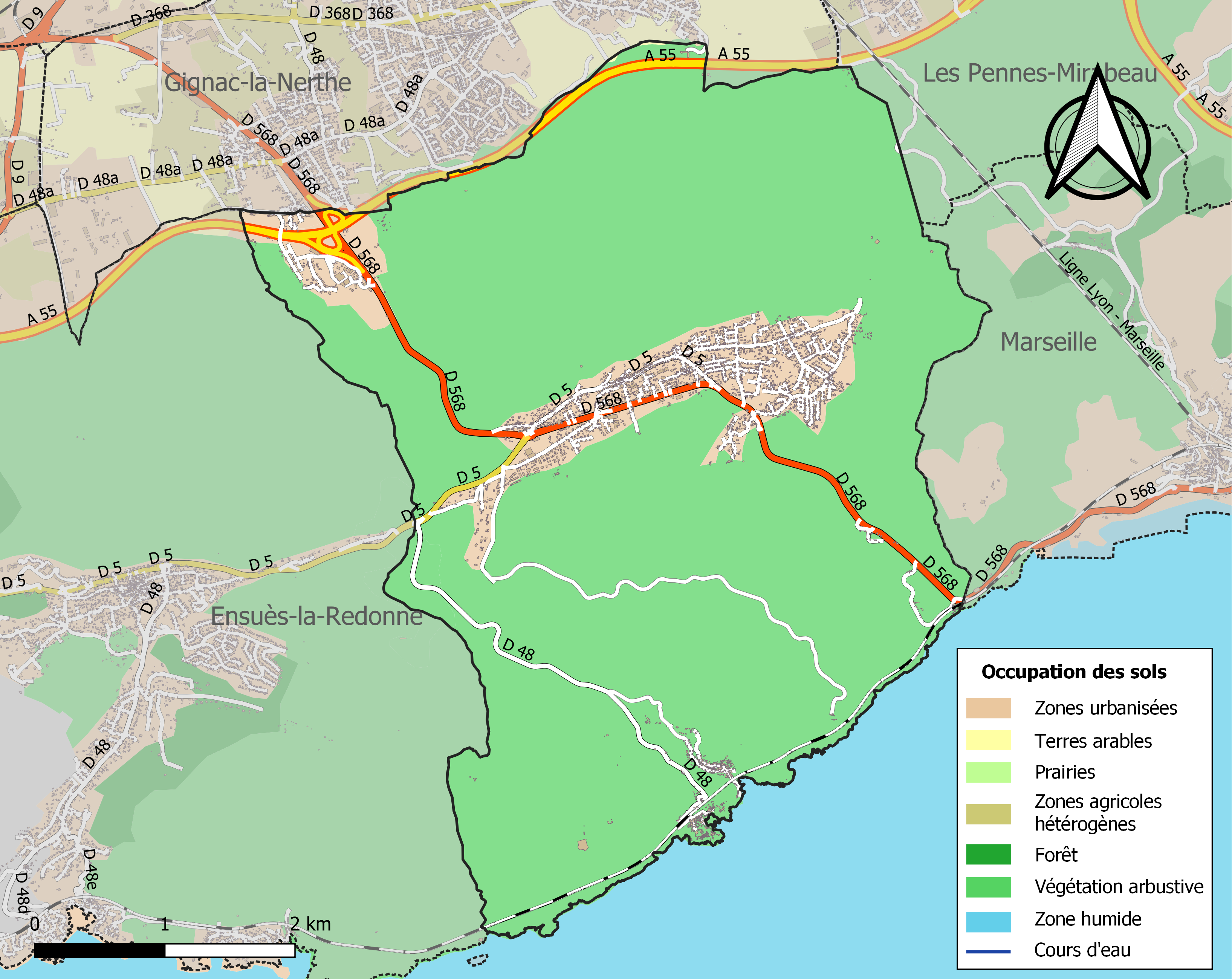
Carte des infrastructures et de l'occupation des sols de la commune en 2018 (CLC).

### Voies de communication et transports
Le Rove est traversé par la route départementale 568, qui relie Martigues à Marseille en passant par le tunnel du Resquiadou, et longé au nord par l'autoroute A55 (France), dont l'échangeur n°7 donne accès au Rove depuis Martigues. Le village est situé à 6,5 kilomètres de l'Estaque et 18 du Vieux Port (Marseille), à 18 de Martigues. La route départementale 5, à l'ouest, rejoint Ensuès-la-Redonne et la côte bleue (Carry-le-Rouet, Sausset-les-Pins).
L'aéroport de Marseille Provence est à 12 kilomètres du Rove.
La gare de Niolon, située sur la ligne de la Côte Bleue, est desservie par les TER de la liaison Miramas - Marseille, à raison de 12 trains par jour dans chaque sens en semaine, ce qui met Marseille-Saint-Charles à 25 minutes de Niolon. L'ancienne gare du Rove, située près de la D 568, a été fermée, squattée à la fin des années 1980, puis détruite par un incendie en 1990.

## Toponymie
Rove, prononcé « rouve », est le nom provençal du chêne méditerranéen (rouvre), qui figure dans le blason de la commune.
Vesso, prononcé « vesse », est la forme provençale de la vesce, et désigne par extension un lieu de fourrage.

## Histoire
Des grottes, des endroits secs sous des rochers en surplomb pouvaient servir ici d'abris aux hominiens à l'époque du Paléolithique puis du Néolithique, de 12 000  à 5 000 av. J.-C. Les restes d'un rempart en pierre datant du début de l'Âge du bronze, au Camp de Laure,  au nord-ouest de la commune, prouvent que des hommes étaient installés ici il y a 3 500 ans.
À l'époque moderne, Le Rove faisait partie de la seigneurie de Marignane au même titre que Saint-Victoret et Gignac. D’après les archives paroissiales, Le Rove compte trois familles présentes depuis le XIIIe siècle : les familles Debard, Mathieu et Gouiran.
Jusqu'en 1835, le village du Rove faisait partie de la commune de Gignac. Le Rove est devenu une commune en 1835.

## Politique et administration

### Liste des maires
| Période                                  | Période                    | Identité                   | Étiquette | Qualité                                                                                             |
| ---------------------------------------- | -------------------------- | -------------------------- | --------- | --------------------------------------------------------------------------------------------------- |
| Les données manquantes sont à compléter. |                            |                            |           | |
| 1902                                     | 1906                       | Audiffren Gouiran          |           | |
| 1906                                     | 1908                       | Adrien Lieutaud            |           | |
| 1908                                     | 1919                       | François-Hilaire Gouiran   |           | |
| 1919                                     | 1923                       | Victor Gouiran             |           | |
| 1923                                     | 1945                       | Maurice Gouiran            |           | |
| 1945                                     | octobre 1947               | Gabriel Debard             |           | |
| octobre 1947                             | mars 1965                  | Clément dit Blaise Gouiran | PCF       | |
| mars 1965                                | 1981 (démission)           | Étienne Mathieu            | PCF       | |
| 1981                                     | mars 2025 (démission)      | Georges Rosso              | PCF       | Musicien puis employé des postes 2e adjoint au maire (1977 → 1981) Chevalier de la Légion d'honneur |
| mars 2025                                | En cours (au 10 mars 2025) | Paul Sabatino              | PCF       | Retraité 1er adjoint au maire (2020 → 2025)                                                         |

## Population et société

### Démographie
L'évolution du nombre d'habitants est connue à travers les recensements de la population effectués dans la commune depuis 1836. Pour les communes de moins de 10 000 habitants, une enquête de recensement portant sur toute la population est réalisée tous les cinq ans, les populations de référence des années intermédiaires étant quant à elles estimées par interpolation ou extrapolation. Pour la commune, le premier recensement exhaustif entrant dans le cadre du nouveau dispositif a été réalisé en 2004.

En 2022, la commune comptait 5 205 habitants, en évolution de +1,64 % par rapport à 2016 (Bouches-du-Rhône : +2,48 %, France hors Mayotte : +2,11 %).
| 1836 | 1841 | 1846  | 1851 | 1856 | 1861 | 1866 | 1872 | 1876 |
| ---- | ---- | ----- | ---- | ---- | ---- | ---- | ---- | ---- |
| 844  | 880  | 1 074 | 849  | 816  | 875  | 820  | 790  | 755  |

| 1881 | 1886 | 1891 | 1896 | 1901 | 1906 | 1911 | 1921 | 1926 |
| ---- | ---- | ---- | ---- | ---- | ---- | ---- | ---- | ---- |
| 729  | 661  | 726  | 742  | 704  | 747  | 722  | 678  | 688  |

| 1931 | 1936 | 1946 | 1954 | 1962  | 1968  | 1975  | 1982  | 1990  |
| ---- | ---- | ---- | ---- | ----- | ----- | ----- | ----- | ----- |
| 869  | 485  | 516  | 705  | 1 186 | 1 709 | 2 233 | 2 707 | 3 429 |

| 1999  | 2004  | 2006  | 2009  | 2014  | 2019  | 2022  | - | - |
| ----- | ----- | ----- | ----- | ----- | ----- | ----- | - | - |
| 4 005 | 4 070 | 4 077 | 4 223 | 4 607 | 5 145 | 5 205 | - | - |

## Culture et patrimoine

### Lieux et monuments

#### Monuments civils
- Le bâtiment de la gare de Niolon, qui domine la calanque du haut de ses 35 mètres d'altitude, est construit dans le style très particulier des gares de la ligne de la Côte Bleue :  étroit, tout en hauteur, avec des parements en céramique, un toit en tuiles romanes. De la gare, la vue sur la calanque est remarquable.
- Le tunnel du Rove, tunnel-canal reliant Marseille à l'Étang de Berre, a été creusé dans sa plus grande partie sous le territoire du Rove, d'où son nom, mais il n'est visible depuis aucun point de la commune.
- Le fort de Niolon et le fort de Figuerolles, anciennes batteries militaires établies sur les hauteurs dominant la mer, partiellement détruites.
- Le camp de Laure, vestiges d'un habitat fortifié préhistorique (classé monument historique).

#### Monuments religieux
- Église Sainte-Anne du Rove.

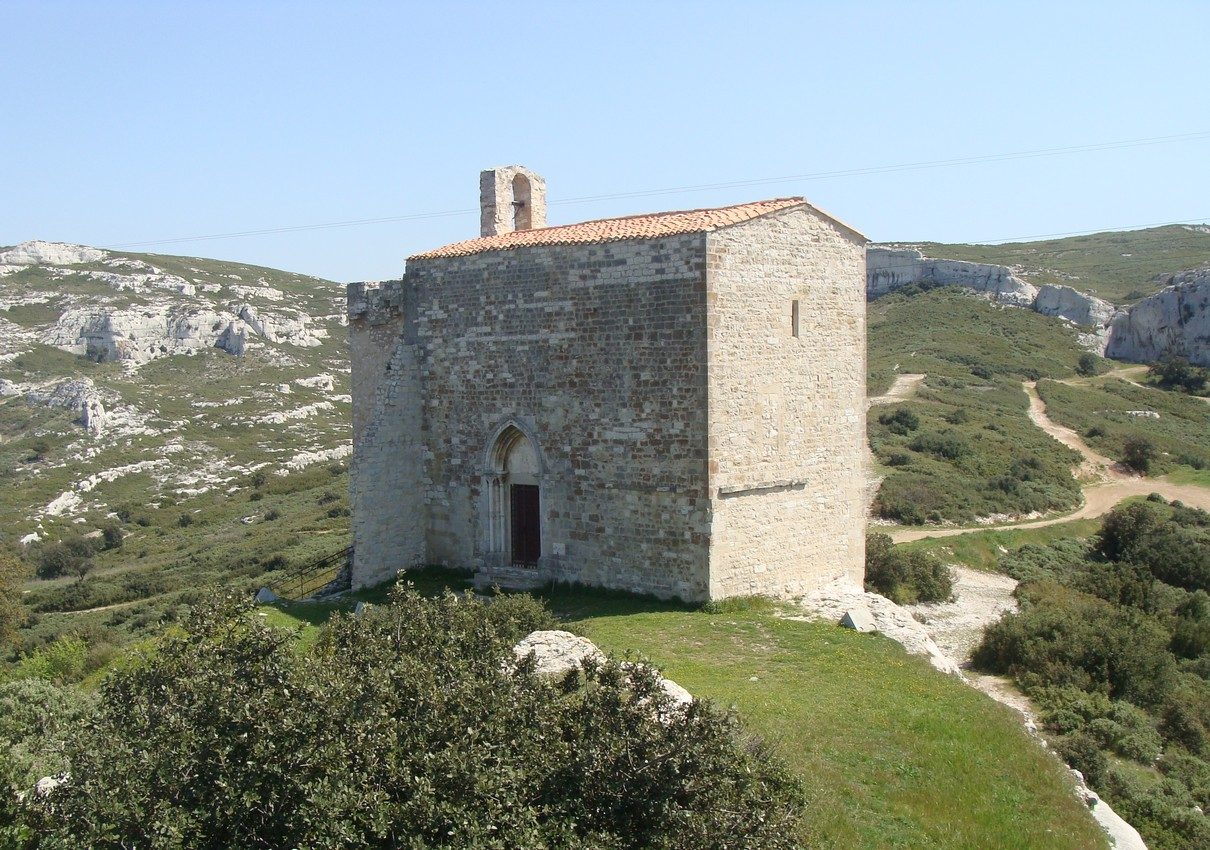
La chapelle de Saint-Michel de Gignac, vue du nord-ouest.

La chapelle Saint-Michel de Gignac est  une chapelle romane du XIIIe siècle. Le château dont elle dépendait, et dont il ne reste que quelques ruines, fut une place forte templière servant de relais avant Fréjus, où embarquaient les croisés.
La chapelle, classée avec les ruines du château au titre de monument historique en 1977, a été restaurée en 1997.
Malgré son nom, et bien que la chapelle figure sur l'emblème du village voisin de Gignac-la-Nerthe, elle fait partie de la commune du Rove.

#### Lieux
- Les calanques de Niolon et la Vesse, situées face à la rade de Marseille à quelque 5 kilomètres du chef-lieu, abritent chacune un petit village de pêcheurs et un port, et reçoivent le dimanche la visite de Marseillais désireux de se détendre.

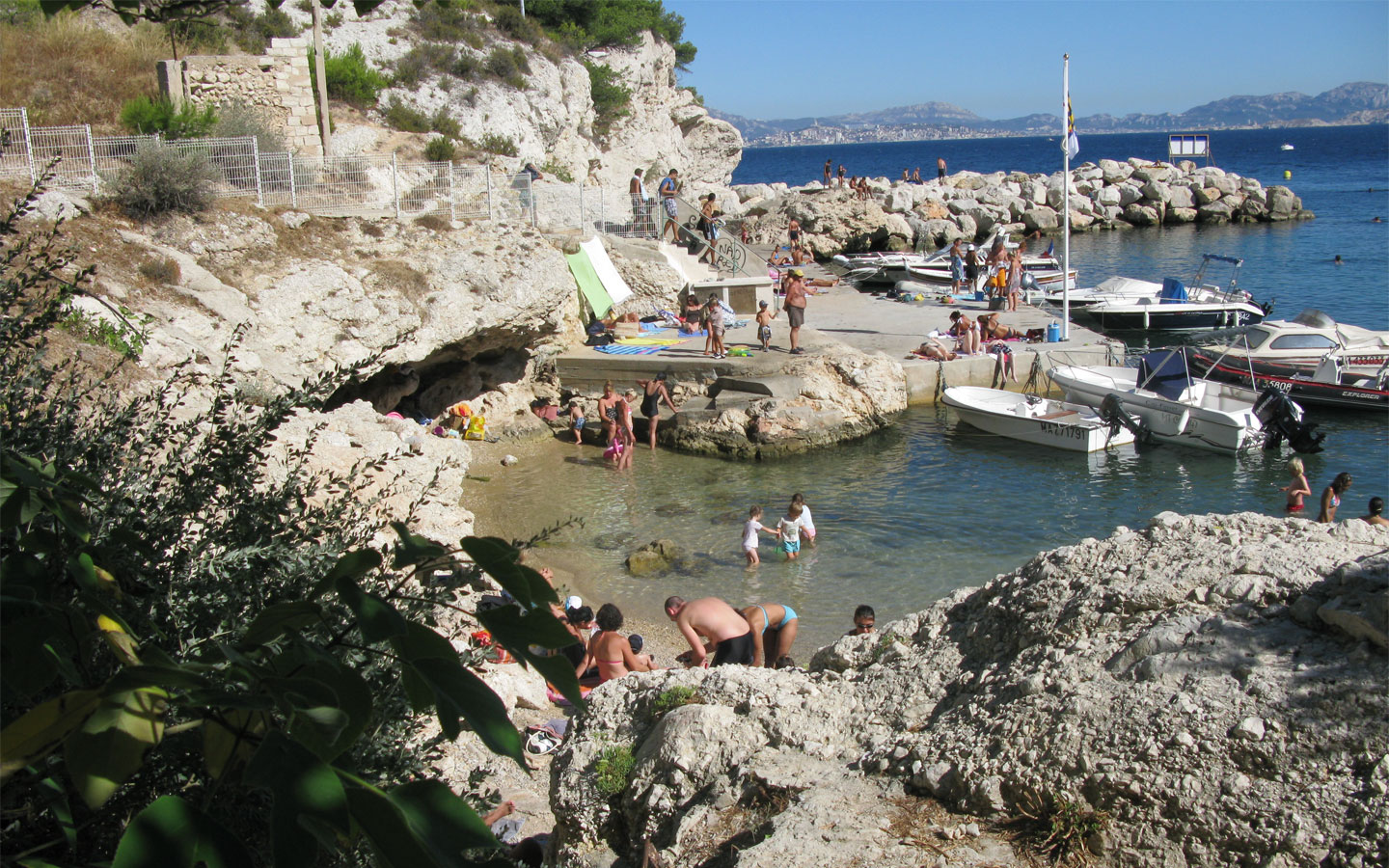
Baignade dans la calanque de Niolon.
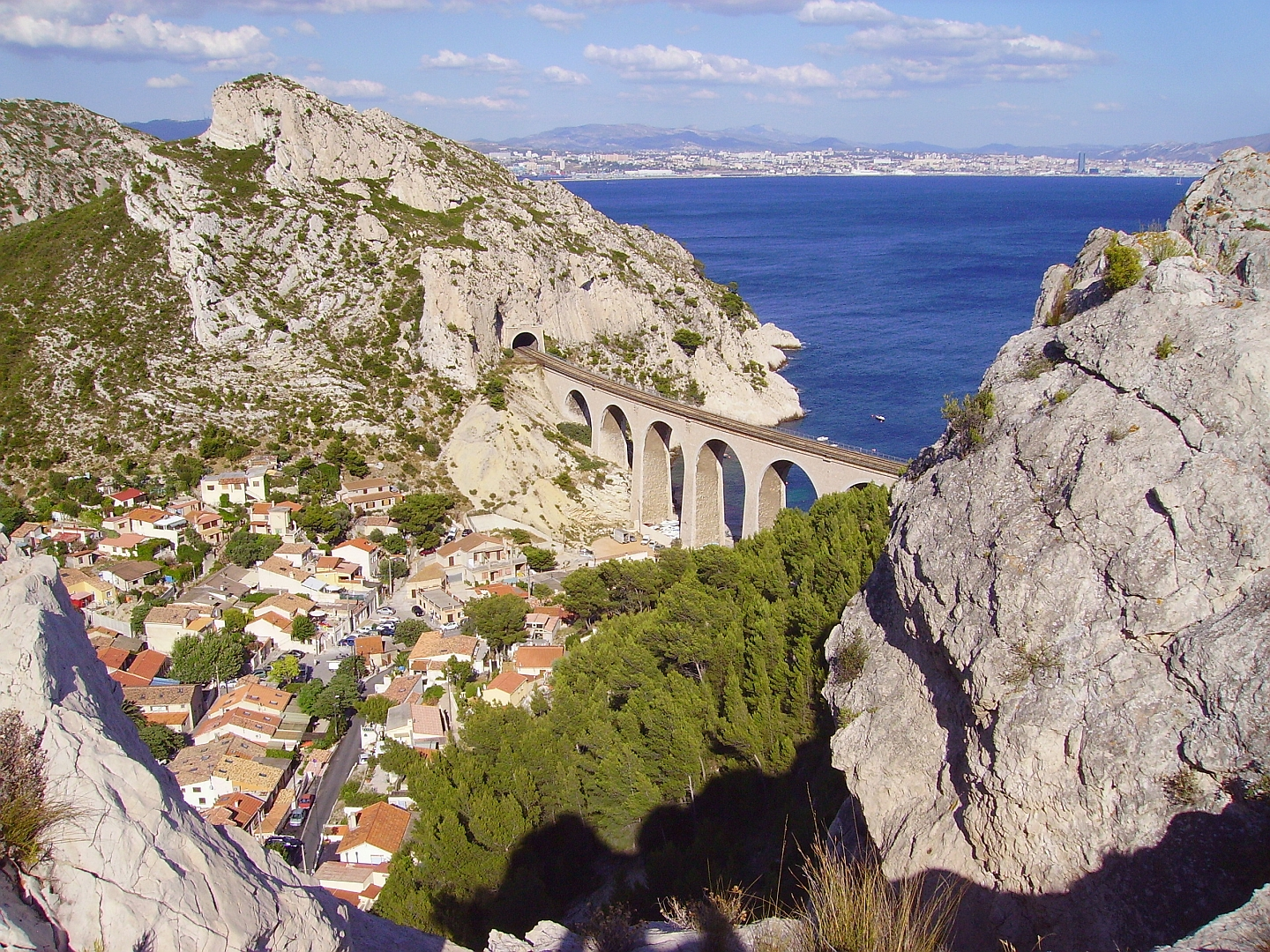
La calanque de la Vesse et ses habitations.

- Le sentier littoral (non balisé, localement délicat), qui a son origine à l'Establon, au bord de l'ancienne route à la hauteur du tunnel du Resquilladou, contourne la pointe de Figuerolles, passe dans les calanques de la Vesse puis de Niolon et, quittant le territoire de la commune à la calanque de l'Érevine, poursuit vers la Redonne d'Ensuès.

### Patrimoine culturel

#### Patrimoine culinaire
La brousse du Rove est la spécialité de ce lieu. La véritable brousse du Rove est produite à partir du lait de chèvres de la race du Rove sur le territoire de la commune du Rove.
Les chèvres du Rove sont connues pour leur esthétique, leur robustesse et leur rusticité. Elles donnent moins de lait que les Alpines ou les Saanens, mais leur lait est plus riche et plus parfumé puisque ces troupeaux supportent mal la stabulation et sont élevés en pleine colline.
La plus illustre famille d'éleveurs de chèvres du Rove est la famille Gouiran.
La brousse du Rove est un mets connu que l'on peut trouver à la carte des restaurants huppés de la région et qui est l'objet de nombreuses contrefaçons (les brousses dites « du Rove » fabriquées avec du lait de vache inondent les marchés).
Avant les années 1960, les marchands de brousse du Rove proposaient les brousses à Marseille au cri de « Leï brousso dou Rouvé ! ». Une expression en est restée : « À l'heure des brousses » en référence à l'heure très tardive à laquelle on commençait à faire des brousses après avoir effectué une longue traite du troupeau.

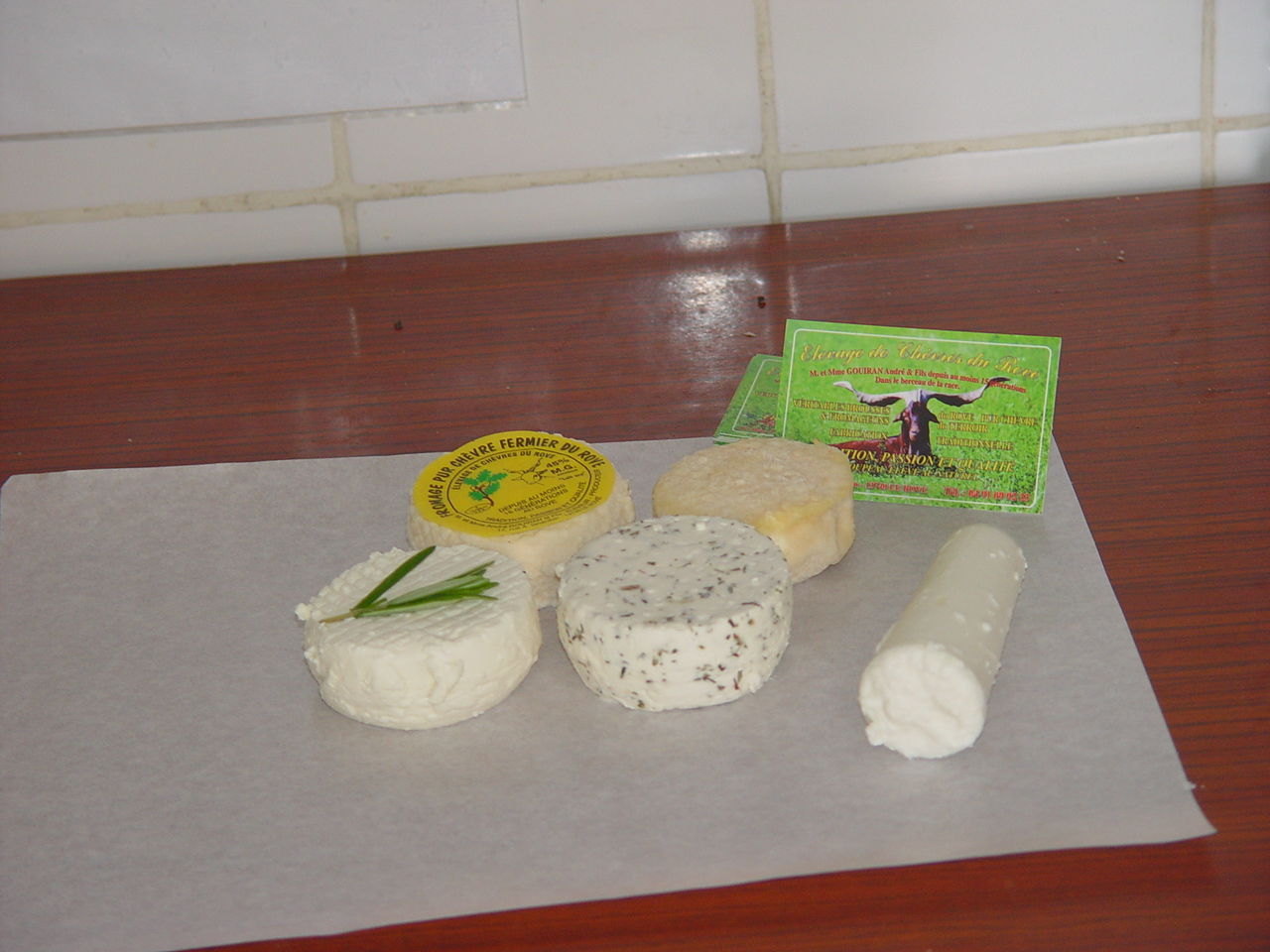
Fromages du Rove.
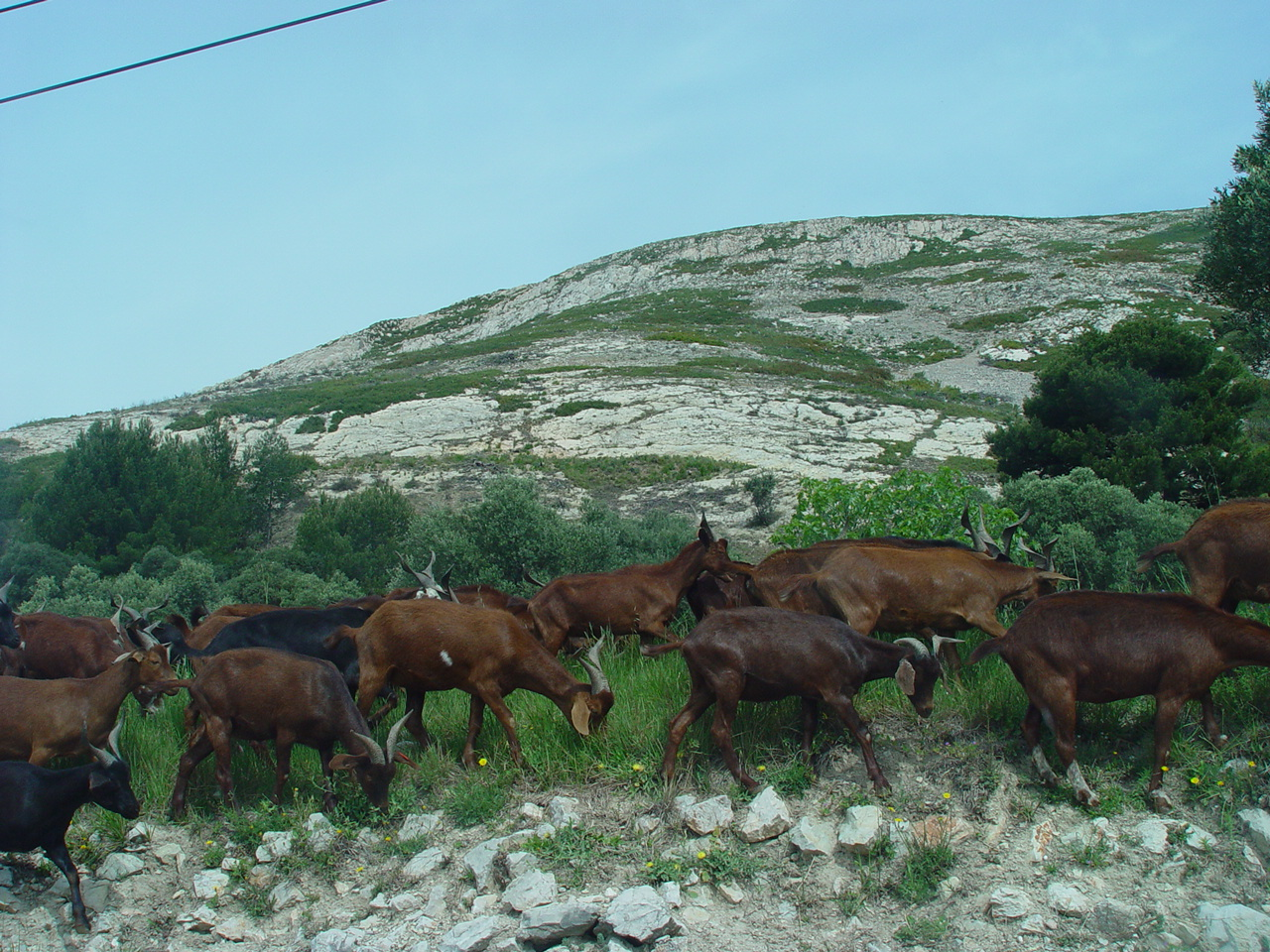
Chèvres du Rove dans la garrigue au-dessus du village du Rove.
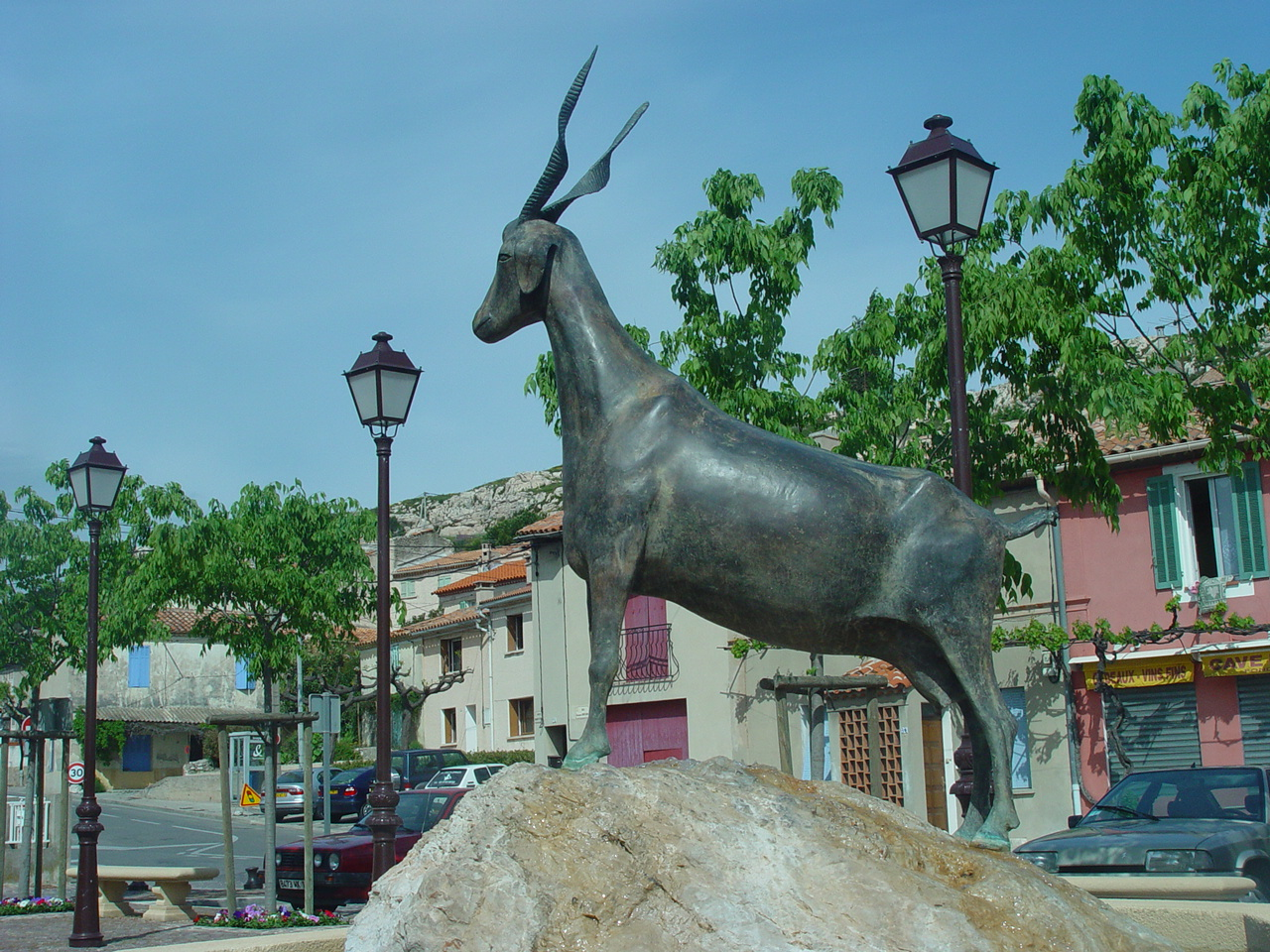
Statue de chèvre devant la mairie du Rove.

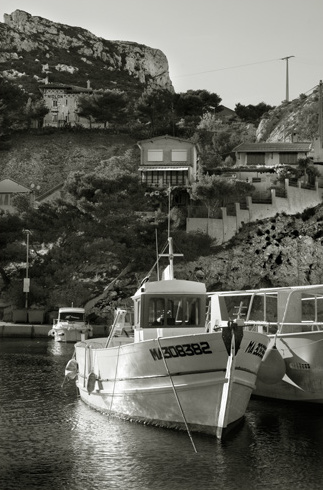
Port de Niolon avec sa gare sur les hauteurs.
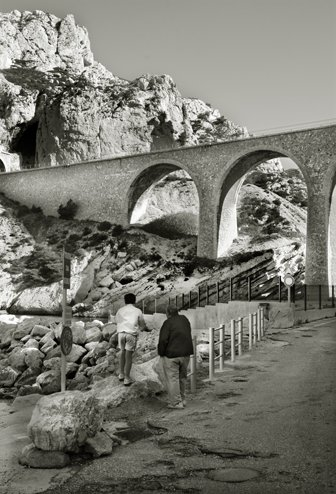
Le viaduc de chemin de fer de la Vesse.
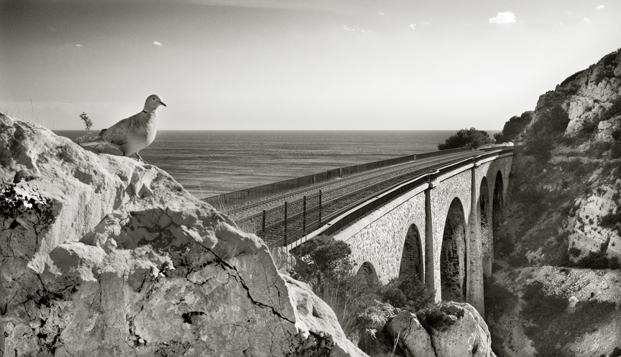
Niolon, vers le sentier de la Côte Bleue.

### Personnalités liées à la commune
- Maurice Gouiran, écrivain de polars, y vit.
- Franky Zapata, créateur du Flyboard, a vécu au Rove et son atelier s’y trouve toujours.
- Sébastien Chato, chanteur, auteur, compositeur a vécu au Rove.
- Alexandre Fabre, comédien né en 1955, vit au Rove.[réf. nécessaire]

### Héraldique
| Blason de Le Rove | Blason  | D'or au rencontre de chèvre du Rove au naturel surmonté des inscriptions en lettres capitales de sable « VILLE » et « DU », l'une au-dessus de l'autre en chef et « ROVE » en pointe.        |
| Blason de Le Rove | Détails | Blason utilisé comme logotype par la commune. |
| Blason de Le Rove | Alias   | D'or à quatre pals de gueules, à dextre une branche de chêne englandée de sable brochante, à senestre un bouc naissant d'argent, chargé des mots VILLE DU en chef, ROVE en pointe, de sable. |